# Chiesa di San Vittore (Locate di Triulzi)
La chiesa di San Vittore è la parrocchiale di Locate di Triulzi, in città metropolitana ed arcidiocesi di Milano; fa parte del decanato di Rozzano.

## Storia
La prima citazione di una chiesa a Locate risale al maggio dell'anno 851.
Nel Liber Notitiae Sanctorum Mediolani, redatto alla fine del Duecento, si legge che la primitiva cappella di San Vittore era filiale della pieve di Sant'Alessandro; tale situazione è confermata nel 1398 dalla Notitia Cleri.
Nel 1450 venne edificata una nuova chiesa, che fu dotata del battistero nel 1550; questo edificio misurava ventiquattro metri di lunghezza e diciotto di larghezza, che le era annesso il campanile e che al suo interno erano collocati quattro altari, intitolati a Santa Maria, a San Sebastiano, a San Vittore e a Sant'Antonio.
Grazie agli atti relativi alla visita del 1568 di Leonetto Chiavone si conosce che la chiesa versava in pessime condizioni e che era pericolante; effettivamente subito dopo l'edificio fu sottoposto a qualche intervento di risistemazione, ma evidentemente ciò non bastò, dato che nel 1573 l'arcivescovo di Milano Carlo Borromeo ordinò che la chiesa venisse ricostruita ed esortò la famiglia Trivulzio a finanziare l'opera.
Nel 1598 fu posta la prima pietra della nuova parrocchiale; dalla relazione della visita del 1615 dell'arcivescovo Federico Borromeo s'apprende che tale struttura era a tre navate e che otto colonne le separavano.
Alla fine del XVII secolo venne eretto il campanile, come era stato deciso il 18 giugno 1696 dalla confraternita del Santissimo Sacramento.
Nel 1779 i parrocchiani erano 1491, saliti a 2104 nel 1898.
Nel 1898 l'arcivescovo Andrea Carlo Ferrari, visitando la chiesa, annotò che la parrocchiale di Locate, nella quale aveva sede la confraternita del Santissimo Sacramento, aveva come filiali le cappelle di Santa Maria della Fontana, di Sant'Andrea Apostolo a Collarete, di San Michele Arcangelo a Nesporedo e della Beata Vergine del Rosario a Mesenterio.
Nel 1907 iniziarono per volere dell'allora parroco don Edoardo Bottini i lavori di ampliamento della chiesa, che furono portati a termine nel 1908; in tale occasione venne rifatta la facciata.
Nel 1971, in ottemperanza al decreto emesso l'11 marzo di quell'anno dall'arcivescovo Giovanni Colombo, la chiesa passò dal vicariato di Pieve Emanuele al decanato di Melegnano.
Tra il 2019 e il 2020 furono ridipinti i muri della chiesa e il campanile subì un intervento di ristrutturazione e di consolidamento.

## Descrizione
La facciata della chiesa, che è in stile neobarocco, è tripartita da quattro lesene che sorreggono il timpano curvilineo.
L'interno è ad un'unica navata, scandita da doppie di colonne poggianti su dei plinti di forma quadrangolare e sorreggenti un cornicione aggettante suo quale si regge la volta a botte; inoltre, sono presenti delle nicchie e delle cappelle laterali.
Opere di pregio qui conservate sono l'altare maggiore, costruito nel XVIII secolo e caratterizzato da un connubio tra stile barocco e stile neoclassico, il ciborio del tabernacolo, che presenta sei piccole colonnine che sorreggono una trabeazione con sopra una raffigurazione di Cristo Salvatore, e gli affreschi ritraenti alcune scene della vita di San Vittore, eseguiti tra il XVII e il XVIII secolo.